# Lexema

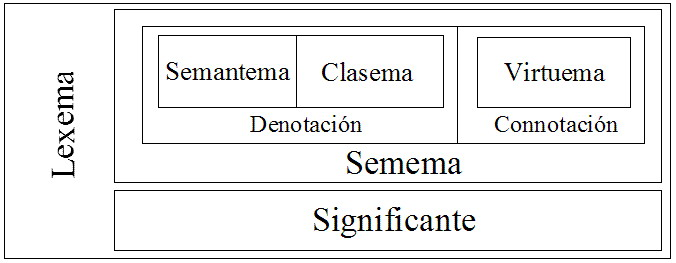
Una clasificación estructuralista de lexemas.

El lexema o raíz es el morfema o parte de una palabra que lleva el significado referencial, es decir, aporta a la palabra una idea o concepto interpretable fácilmente por los hablantes, eso lo distingue de otros morfemas gramaticales abstractos o gramemas cuyo significado es más difícil de precisar para los hablantes.
Varias palabras pueden compartir el mismo lexema. Por tanto, los lexemas contrastan con los gramemas, que son componentes gramaticales que no tienen un significado por sí mismos, sino que son interpretables como elementos relacionales, que modifican o complementan la significación de la palabra en una frase; es decir, los gramemas no tienen una referencia extralingüística clara.
El lexema es la parte fundamental de una palabra, tiene significado léxico definido por conceptos y entidades tanto reales como imaginarias que se recogen en el diccionario, que explica a qué se refieren dichas raíces. En ocasiones la raíz constituye la palabra entera, pero en otras aparece algún morfema más.

## Clasificación de lexemas
- Independientes: Es aquel que no va junto a otro monema: azul, árbol, leche (algunos lingüistas insisten, de todos modos, en que estas palabras también tienen sufijo vacío o sufijo -e en algunos casos). Ejemplos más claros de lexemas sin afijos son: las preposiciones en español como para y con, las conjunciones como y y que, y los números como dos y cinco. Por ejemplo, panadería; el lexema de panadería es pan.
- Dependientes: Es aquel que va necesariamente unido a otro monema. La primera parte de las siguientes palabras es el lexema (raíz): pat-o, am-a-r, cali-graf-ía, cam-a.

## Reconocer el lexema de una palabra
En muchas lenguas, dada una familia de palabras, es posible reconocer el lexema común debido a que es una parte invariable de la palabra que no cambia o cambio muy ligeramente. Por ejemplo, en español:
pel – o,       pel – uca,          pel – aje,          pel – uquero,         pel – usa       

En ocasiones algunas palabras parecieran contener el mismo lexema, sin embargo, es preciso comprobar si este aporta el mismo significado de la palabra con que trata de relacionarse, de lo contrario, estaríamos frente a lexemas distintos. Por ejemplo:
Pelo: Cabello de la cabeza humana.

Peligro: Riesgo o contingencia inminente de que suceda algún mal.
Pelo y peligro no comparten el mismo lexema.